# HD 330075 b
HD 330075 b — екзопланета, що обертається навколо зірки HD 330075, яка приблизно в 164 світлових років від нас у сузір'ї Косинця. Планета була виявлена командою Geneva Extrasolar Planet Search в Обсерваторії Ла-Сілья, яка входить до Європейської південної обсерваторії, за допомогою спектрографа HARPS.
Планета має масу, приблизно 3/4 Юпітера. Її орбітальна відстань від зірки становить менше 1/23-ї земної відстані від Сонця, що робить HD 330075 прикладом гарячих юпітерів. Один її оббіг навколо своєї зірки триває трохи більше 3 днів.

## Зовнішні посилання
- HD 330075. Exoplanets. Архів оригіналу за 25 листопада 2009. Процитовано 16 серпня 2008.